# Olivier Girault
Olivier Girault, född 22 februari 1973 i Pointe-à-Pitre i Guadeloupe, är en fransk handbollstränare och före detta handbollsspelare (vänstersexa). Han spelade 235 landskamper och gjorde 539 mål för Frankrikes landslag och var med och tog OS-guld 2008 i Peking.

## Klubbar
- Livry-Gargan HB (1994–1995)
- Massy Essonne HB (1995–1998)
- CD Bidasoa (1998–1999)
- Paris HB (1999–2010)

## Tränaruppdrag
- Paris HB (2008–2011)